# 小行星7425
小行星7425（英語：7425 Lessing）是一颗围绕太阳公转的小行星。1992年9月2日，艾瑞克·怀特·埃尔斯特在拉西拉天文台发现了此天体。
这颗小行星的绝对星等为343.2798253878128等。